# Müntschemier
Müntschemier é uma comuna da Suíça, situada no distrito administrativo de Seeland, no cantão de Berna. Tem 4,9 km² de área e sua população em 2018 foi estimada em 1.404 habitantes.